# Nordic Trophy Junior Tournament
Das Nordic Trophy Junior Tournament (deutsch Nordic-Trophy-Juniorenturnier) war ein internationales Eishockeyturnier für Juniorenmannschaften der Teams der Nordic Trophy in den skandinavischen Ländern Schweden und Finnland, das von 2007 bis 2009 existierte. Es ging im Jahr 2010 in das European Trophy Junior Tournament über und gilt auch offiziell als deren Vorgängerwettbewerb.

## Geschichte
Die Nordic Trophy wurde im Jahr 2006 ins Leben gerufen und startete zunächst mit acht Teams. Ein Jahr später wurde sie um das Nordic Trophy Junior Tournament, das in der Vorrunde von Beginn an in zwei Gruppen ausgespielt wurde, erweitert. Im Jahr 2010 ging die Nordic Trophy in die European Trophy über, ebenso das Nordic Trophy Junior Tournament in das European Trophy Junior Tournament.

## Siegerliste
| Jahr | Hauptrunden-Sieger            | Playoff-Sieger |
| 2007 | Djurgårdens IF ([Gruppe A)    | Djurgårdens IF |
| 2007 | Frölunda HC (Gruppe B)        | Djurgårdens IF |
| 2008 | Djurgårdens IF (Gruppe A)     | Djurgårdens IF |
| 2008 | Oulun Kärpät (Gruppe B)       | Djurgårdens IF |
| 2009 | Färjestad BK (Division CCM)   | Färjestad BK   |
| 2009 | Frölunda HC (Division Reebok) | Färjestad BK   |